# El Cruce (banda)
El Cruce es una banda de blues rock chilena formada en 1999 por Felipe Toro y Claudio Valenzuela.
El grupo lidera un movimiento underground en la escena de rock y blues chilena a partir del estilo musical blues criollo, que ellos mismos se adjudicaron.
El 3 de septiembre de 2011 el grupo realizó un concierto en conmemoración a los 12 años de carrera que contó con la participación de Joe Vasconcellos, Denisse Malebrán, Carlos Corales y Angelo Pierattini.
Se separaron el año 2012 debido al "cansancio de luchar doce años en una escena que tiene muchas trabas para surgir", según explicó el guitarrista, cantante y miembro fundador de la agrupación Felipe Toro. Pero el 2 de agosto de 2015, la banda anunció en una presentación realizada en La Batuta que "El Cruce está de vuelta con todo" y que para el año 2018 publicarían un nuevo disco, junto al nuevo tecladista de la banda, de nacionalidad brasileña: Gustavo Alburquerque.

## Biografía

### Peaceco
La historia comenzó cuando Felipe Toro formó una banda con compañeros del Liceo José Victorino Lastarria, los estudiantes compartían gustos musicales en común por Grand Funk Railroad, Ten Years After y Led Zeppelin y decidieron formar un grupo llamado PeaceCo para tributar a sus ídolos. Los jóvenes aficionados al blues rock frecuentaban un bar capitalino ubicado en Barrio Bellavista llamado La Blusera y en una de esas ocasiones conocieron a Claudio Valenzuela, un armonicista fanático del blues clásico que les presentó a Robert Johnson y Muddy Waters. 
Toro y sus compañeros quedaron fascinados con sus gustos musicales, pero se sorprendieron aún más cuando Claudio les habló de la leyenda de Robert Johnson, que cuenta que el músico afroamericano tuvo un cruce en la autopista en Memphis con el diablo y que el músico le vendió su alma a este a cambio de ser el mejor guitarrista del mundo. Fue ahí, cuando Claudio se les unió y no tardaron en llamarse El Cruce, en homenaje a la historia del bluesero estadounidense.
La banda la formaban compañeros del colegio de Toro: Jorge Véliz en el bajo, Cristian Pérez en guitarra y Miguel Gómez en el teclado. El grupo se presentó por primera vez en el mismo lugar en que Felipe conoció a Claudio, el bar La Blusra. Sin embargo, en esa presentación no tuvieron baterista. Tiempo después en 1999, decidieron grabar su primer disco llamado PeaceCo (como el grupo colegial), que contó con una edición independiente y como no contaban con un baterista estable, el lugar de la percusión fue ocupado por tres personas distintas, incluyendo al dueño del pub la Bluesera, Cristián Ponce.
El primer álbum fue financiado por los mismos músicos y contó con un bajo presupuesto. Sin embargo, el disco debut les sirvió para armar una escena underground bluesera en Chile al presentarse en los locales. Meses antes de la inauguración del conjunto en algún boliche, el bajista Jorge Véliz se retiró del proyecto por motivos personales y se les unió José Oñate que tenía 16 años. 
Tiempo después, consiguieron a un baterista estable, Jorge Quinteros El primer show oficial que realizaron fue en julio del año 1999 en el restaurant El 27 de Nueva York, ubicado en el centro de Santiago. En la presentación hubo cerca de cien personas y uno de los asistentes fue Alfredo Lewin, exconductor de MTV Latino y locutor de radio Concierto, que ayudó a promocionar el lanzamiento del disco a través de la emisora.
Felipe Toro rindió la Prueba de Aptitud Académica cuando salió de cuarto medio el año 1999 y quedó en psicología en la Universidad de Santiago, lugar en el que conoció, Orlando Miranda, percusionista y futuro integrante de la banda,.

### A lo Amigo
Los lugares que más frecuentaron fueron: House Rock & Blues, el Club de Jazz y los festivales de blues de La Reina, pero no pudieron dedicarse de forma constante a la banda. Toro recuerda que "había veces en las que teníamos tocatas, y al día siguiente tenía prueba en la u. Muchas veces a esas pruebas llegaba sin estudiar porque simplemente no tenía tiempo para hacerlo. Fue difícil llevar ese ritmo de vida con la música y los estudios".
En el año 2001 se integró a la banda un compañero de aula del guitarrista: Orlando Miranda.
Con Miranda en la percusión comenzó la grabación de su segundo disco A lo Amigo, que fue publicado en octubre del año 2002 bajo un sello independiente. El álbum contó con diez piezas propias y tres covers de Willie Dixon, Ivory Joe Hunter y Robert Johnson.
Algunas piezas como Mi Negra y Galán sonaron en las radios locales. Los excompañeros del colegio: Cristián Pérez —guitarra rítmica y uno de los fundadores del grupo—, José Oñate (bajo) y Miguel Gómez (teclados) abandonaron la banda.
Oñate y Gómez fueron reemplazados por Eduardo Negro Silva y Pablo Castillo, respectivamente. En el año 2003 abrieron el primer Festival Internacional de Blues en Chile realizado en el court central del estadio Nacional. En el evento también participaron Memphis la Blusera y Fernando Noronha & Black Soul.
En el año 2004 participaron en la banda sonora de Hippie (telenovela), interpretando la canción Rasguña las Piedras de Sui Generis.Y en octubre del 2005 realizaron su debut internacional presentándose en el Festival Latinoamericano de Blues de Sao Paulo en Brasil, junto a La Banda de la Luna Azul de Uruguay.

### A mi País
En el año 2006 publicaron su tercer disco: A mi país. El productor musical fue Christian Gálvez. Él álbum dejó contentos a los integrantes de la banda: "por primera vez logramos plasmar el concepto de blues chileno que buscamos por tanto tiempo", comentó Felipe Toro. Con esta pieza lograron instaurar el concepto de blues criollo, con canciones de que mezclaban elementos de cueca como Dicen que soy borracho, de Tito Fernández. Además, en la producción, tocaron instrumentos inusuales como banjo y cajón peruano.
El disco fue nominado en la categoría Mejor Disco Nacional por Radio Futuro.

### 770
En junio del año 2008 fueron invitados a participar en la celebración de los 20 años de la banda argentina La Mississippi. 770 fue su cuarto disco, el nombre del álbum fue un tributo a la casa ubicada en Cumming en la que ensayó la banda por más de cinco años. Fue publicado bajo el sello Oveja Negra y su sencillo promocional fue la canción A Encender El Blues.
Respecto a las canciones del disco Orlando Miranda (percusionista) comentó que "están más cargadas al rock and roll, con influencias de los Rolling Stones, además de incorporar sonidos latinos y música folclórica con un eje musical que es el blues”.
el disco fue registrado de manera análoga por Francisco Straub, mezclado por Roberto Marti y masterizado por Joaquin Garcia. La producción musical estuvo a cargo de Felipe Toro

## Separación
Después de doce años de carrera el líder, guitarrista y vocalista de la banda Felipe Toro, publicó una carta abierta en la que expresaba que el grupo se separaba indefinidamente debido al: "cansancio de luchar doce años en una escena que tiene muchas trabas para surgir".
Sin embargo, Toro enfatizó que seguirían tocando esporádicamente:

"Eso es lo que necesitamos ahora y es por eso que nos orillamos un rato. No se trata de dejar de vernos ni de crear ni de hacer música juntos, sino que se trata de encerrarnos un ratito en nosotros mismos para disfrutar el ambiente y la hermandad que se da dentro del vehículo en el que vamos y no estar tan pendientes del camino y del paisaje. Buscaremos dentro de nosotros mismos los sonidos que aún no hemos descubierto a punta de ensayos e improvisaciones que hace mucho no podemos darnos el lujo de tener y tocaremos en vivo solamente cuando tengamos ganas o las condiciones sean las adecuadas. Pasarán semanas, meses, no sabemos cuánto, pero será todo el tiempo necesario para que nuestra energía vuelva a ser la de siempre, la más potente, salvaje e indomable del blues criollo, y para que la gente que nos ha hecho el aguante durante todos estos años pongan nuevas canciones en sus bocas y las hagan propias."
Felipe Toro anunciando la separación de El Cruce en el portal de música 2120, en el año 2012.

## Reformación
El 2 de agosto de 2015, la banda se presentó en el 26 aniversario del recinto La Batuta en Ñuñoa, en dicha presentación anunciaron que "El Cruce está de vuelta con todo" y que para el año 2018 publicarían un nuevo disco, junto al nuevo tecladista de la banda, de nacionalidad brasileña: Gustavo Albuquerque, a quién conocieron los músicos Toro, Valenzuela y Quinteros en el año 2012, en una ocasión cuando se presentaron como el dúo Toro y Bluesman en el Bar Grez en Bellavista.
En dicha ocasión, Albuquerque, se encontraba de intercambio en Chile y cuando los vio tocando quiso subir al escenario para tocar con ellos.
Cuando lo logró, interpretó junto al resto de los integrantes de El Cruce, la canción Billetera o Puñalada y en ese momento "nos enamoramos musicalmente”, según comentó Albuquerque.
En tanto,  cuando se presentaron en el 26 aniversario de La Batuta, los músicos, mostraron un adelanto del nuevo disco y tocaron la canción Se Nos Fue el Amor.
el regreso se materializó el 11 de marzo del 2017 con un concierto a tablero vuelto en el teatro Cariola de Santiago de Chile. tras el concierto empezaron una gira por Chile que culminaría a fines de ese mismo año, para luego encerrarse a grabar su quinto disco de estudio tras 10 años de silencio discográfico.

## Discografía
- 1999: PeaceCo
- 2002: A Lo amigo
- 2006: A Mi País
- 2008: 770
- 2009: 10 años de blues criollo (compilatorio)
- 2011: vivo (digital)
- 2018: Sin Mentir